# Palomar de Arroyos
Palomar de Arroyos ist eine spanische Gemeinde in der Provinz Teruel, die zur Autonomen Region Aragonien gehört. Sie ist Teil der Comarca (Kreis) Cuencas Mineras. Palomar de Arroyos hatte 2024 160 Einwohner. 

## Lage
Palomar de Arroyos liegt circa 50 Kilometer nordnordöstlich der Provinzhauptstadt Teruel in einer Höhe von ca. 1205 m. 

## Bevölkerungsentwicklung
| Jahr      | 1970 | 1981 | 1991 | 2001 | 2011 | 2021 |
| Einwohner | 405  | 341  | 320  | 246  | 187  | 165  |

## Sehenswürdigkeiten

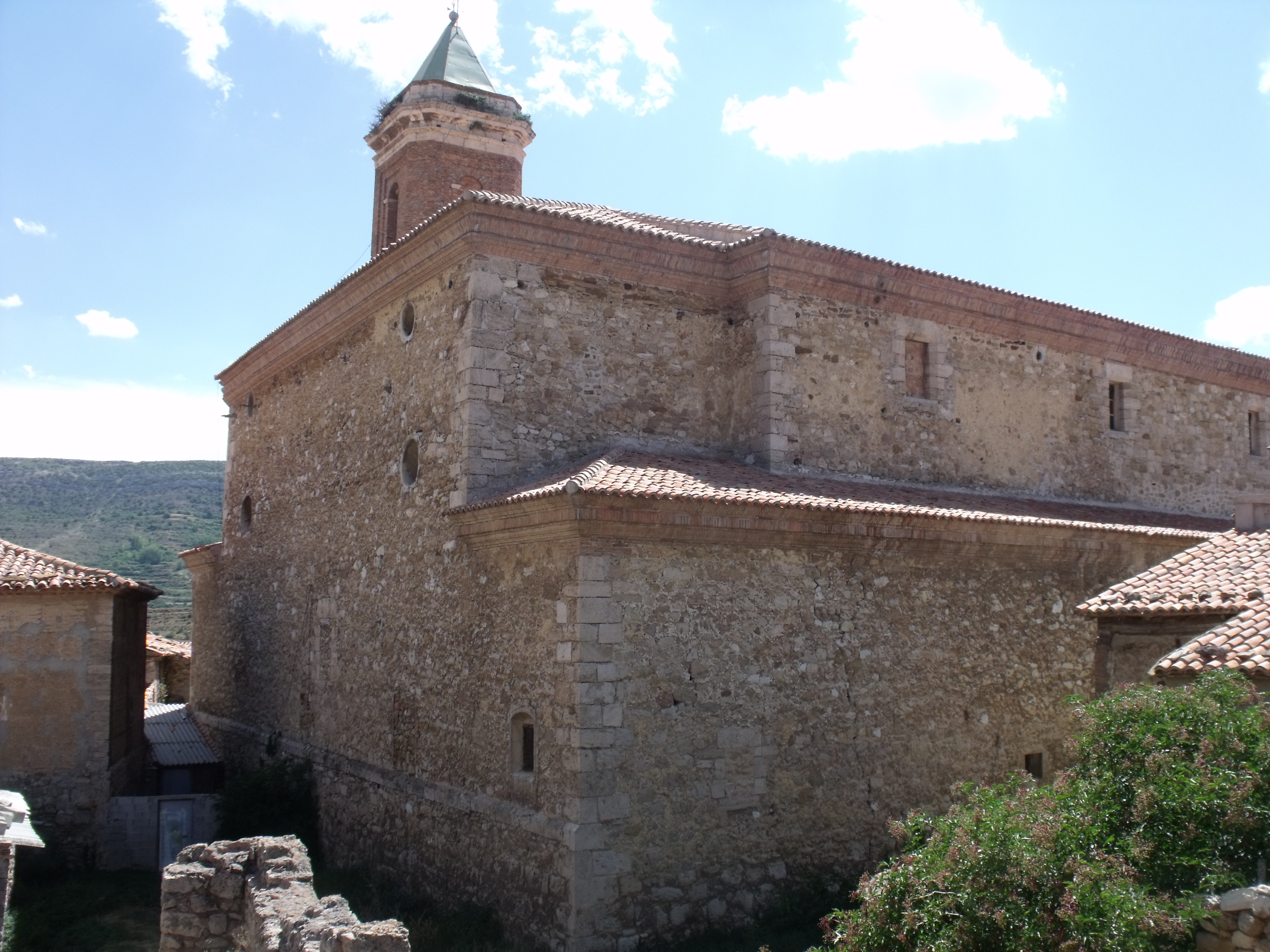
Johannes-der-Täufer-Kirche
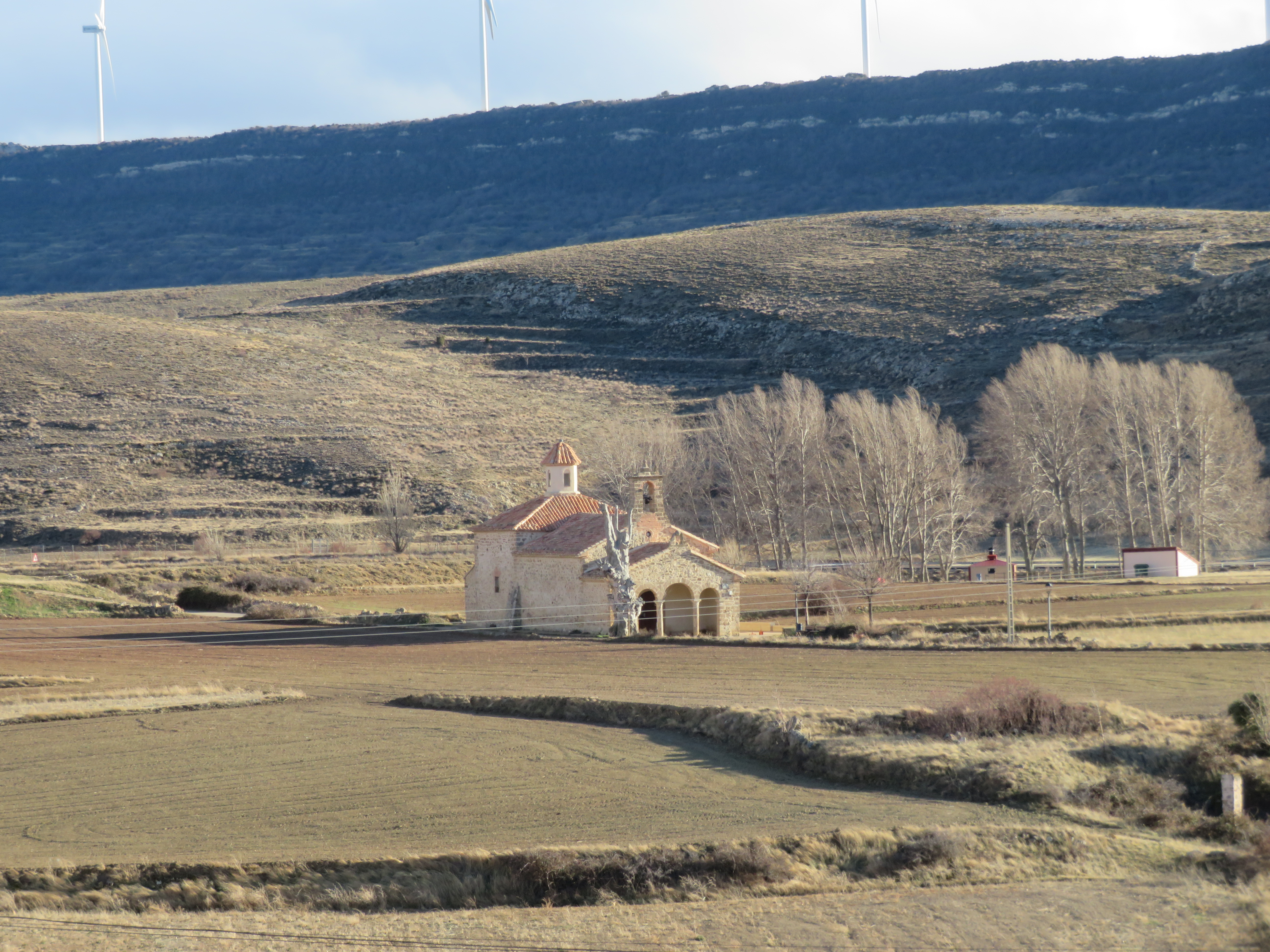
Salvatorkapelle
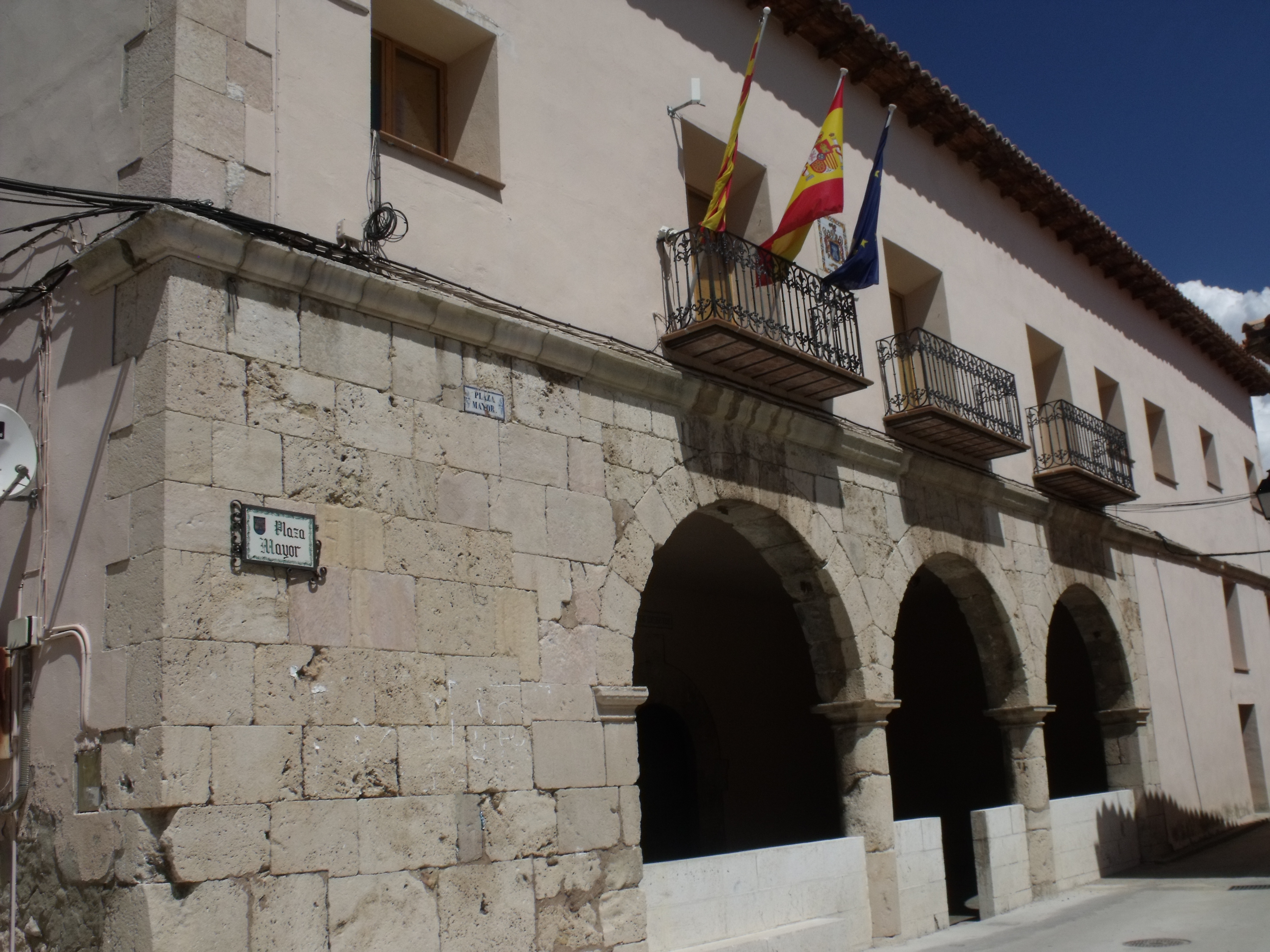
Rathaus

- Johannes-der-Täufer-Kirche
- Salvatorkapelle
- Rathaus